# Cabaret Voltaire (grup)
|  | Aquest article tracta sobre un grup musical punk. Si cerqueu el cabaret on es va fundar el dada, vegeu «Cabaret Voltaire». |

Cabaret Voltaire és el nom d'un grup musical anglès, format originàriament per Richard Kirk (veu, guitarra), Stephen Mallinder (veu, baix) i Chris Watson (sintetitzador, orgue, caixa de ritmes, cintes), tots tres provinents de Sheffield. En els seus primers anys, Cabaret Voltaire foren un dels grups iniciadors del corrent de la música industrial, juntament amb grups com Throbbing Gristle, SPK o Einstürzende Neubauten; tanmateix, a partir de 1983, amb l'edició del seu disc The Crackdown, el seu estil canvià radicalment i CV es convertiren en exponents del funk electrònic, amb diversos èxits dins de l'escena musical alternativa.

## Biografia

### Inicis: experimentació i dadaisme
El naixement de Cabaret Voltaire es pot situar cap a principis dels anys 70; després de veure una conferència de Brian Eno en què aquest es declarava com a "no músic" i explicava el seu mètode de creació musical, a partir de cintes ja enregistrades, el trio format per Kirk, Mallinder i Watson decidí de crear la seva música fent servir mètodes semblants, també inspirats per músics com Holger Czukay, el baixista de Can. Watson, seguidor del dadaisme, tingué la idea de batejar el grup amb el nom d'un local de reunió a Zúric dels primers dadaistes.
Per dur a terme els seus primers experiments musicals, Cabaret Voltaire únicament comptaven amb un oscil·loscopi, un clarinet i un reproductor de cintes, que guardaven al pis del mateix Watson; el 1975 tocaren per primer cop en directe a Sheffield en un concert que acabà amb el grup enfrontant-se amb el públic. Un any després, els CV posaren música i imatges addicionals a una actuació anomenada Exhaust de l'artista Jean-Yves Bosseur; seguint amb el seu instint provocador, la "música" consistia en una cinta que repetia contínuament la paraula "Exhaust". Alguns d'aquests experiments sonors poden escoltar-se al casset 1974-76, que resumeix aquesta fase de la seva experimentació sonora; la recopilació conté un tema apropiadament anomenat "The Dada Man". El disc fou publicat el 1980 al segell discogràfic "Industrial Records" (de Throbbing Gristle).

### Etapa industrial
El 1977, l'aparició del punk va fer que CV afegissin al seu estil propi alguns elements d'aquest nou corrent; així, el tema "Nag Nag Nag" mescla una caixa de ritmes frenètica amb baix i altes dosis de distorsió aplicades a l'orgue, la guitarra i la veu de Kirk. El 1978 enregistren al seu nou estudi "Western Works" el seu primer senzill (publicat al segell Factory Records), l'EP "Extended Play", on inclouen una versió de "Here she comes now", dels Velvet Underground. Entre 1978 i 1981 enregistraren una sèrie d'àlbums de música industrial molt influents, entre ells els aclamats Mix-Up (1979), The Voice of America (1980) i Red Mecca (1981). L'èxit d'aquests discos els portà a fer una sèrie de gires per Europa, Amèrica i fins i tot per Japó, on enregistraren un disc en directe, Hai! (1982).

### Kirk i Mallinder, sols
El 1983 Watson deixà el grup per formar The Hafler Trio i, posteriorment, treballar com a enginyer de so a la BBC. Kirk i Mallinder van fer un gir cap a la comercialitat en els seus següents discos, incorporant nous estils a la seva música, com el funk i la música house (al disc de 1990 Groovy, Laidback & Nasty). Durant aquesta època els treballs videogràfics de CV guanyaren alguns guardons.
Però ja a mitjans de la dècada dels 80 els membres de CV començaren a endinsar-se en activitats per separat; Kirk publicà diversos treballs en solitari sota diferents àlies i Mallinder es traslladà a Austràlia i també publicà material en solitari. El darrer treball de CV amb la veu de Mallinder fou el senzill techno "Colours", publicat el 1991. Encara entre 1993 i 1994 aparegueren més temes de CV però en format instrumental.
Des de llavors, Kirk ha deixat aparcat el grup, i tot i que en alguna ocasió s'ha manifestat partidari de publicar nou material de CV amb músics més joves (cosa que descartaria la participació de Mallinder), fins enguany això no s'ha produït.

## Discografia

### LPs
- Mix-Up (Octubre de 1979)
- The Voice of America (Juliol de 1980)
- Red Mecca (Agost de 1981)
- 2x45 (Maig de 1982)
- The Crackdown (Agost de 1983)
- Johnny Yesno (Novembre de 1983)
- Micro Phonies (Novembre de 1984)
- The Covenant, The Sword, and the Arm of the Lord (Octubre de 1985)
- Code (Octubre de 1987)
- Groovy, Laidback and Nasty (Juny de 1990)
- Body and Soul (Març de 1991)
- Plasticity (Octubre de 1992)
- International Language (Juny de 1993)
- The Conversation (Juliol de 1994)

### Senzills/EPs
- Extended Play EP (temes: Talkover/Here She Comes Now/Do The Mussolini (Headkick)/The Set Up) (Juliol de 1978)
- Baader-Meinhof/Sex in Secret, inclòs a A Factory Sample (Gener de 1979)
- Nag Nag Nag (Abril de 1979)
- Silent Command/Chance Versus Causality (Octubre de 1979)
- Three Mantras (Gener de 1980)
- Seconds Too Late (Septembre de 1980)
- Sluggin' For Jesus/Your Agent Man (Març de 1981)
- Eddie's Out/Walls of Jericho (Juliol de 1981) (amb el senzill "Jazz the Glass"/"Burnt to the Ground" inclòs a les primeres còpies)
- Yashar
- Fools Game (Sluggin' fer Jesus part 3)/Gut Level (1982)
- Yashar (Remix) (1982)
- Crackdown/Just Fascination (AA, 12") (Juliol de 1983)
- Just Fascination/Empty Walls (7") (Juliol de 1983)
- The Dream Ticket/Safety Zone (Novembre de 1983)
- Sensoria (Octubre de 1984)
- James Brown (Gener de 1985)
- Drinking Gasoline a Virgin Records (Abril de 1985)
- I Want You (Octubre de 1985)
- Shakedown (Març de 1986)
- The Drain Train (Juliol de 1986)
- Don't Argue (Febrer de 1987)
- Here To Go (Septembre de 1987)
- Hypnotised (Desembre de 1989)
- Keep On (Juny de 1990)
- Easy Life (Octubre de 1990)
- Colours (Gener de 1991)
- What Is Real (Abril de 1991)
- Percussion Force (Septembre de 1991)
- I Want You/Kino '92 (Febrer de 1992)
- Nag Nag Nag (Octubre de 2002)